# ヨアナ・マルティネス
ヨアナ・マルティネス・バルベロ（スペイン語: Yoana Martínez Barbero, 1980年11月18日 - ）は、スペイン・バスク州ギプスコア県サン・セバスティアン出身の女子バドミントン選手。

## 経歴
2001年の世界バドミントン選手権大会では1回戦でドイツのNicole Gretherに敗れた。2004年にはスペイン選手権のシングルスとダブルスそれぞれで初優勝した。2006年の世界選手権ではドイツの徐怀雯に敗れた。2008年北京オリンピックでは1回戦でオーストラリアのエリン・キャロルに勝利したが、2回戦でインドネシアのマリア・クリスティン・ユリアンティに敗れた。